# Parrykanaal
Het Parrykanaal (Engels: Parry Channel) is een zeestraat door de Canadese Arctische Eilanden. De zeestraat is genoemd naar de Engelse marineofficier en poolreiziger William Edward Parry (1790–1855), die het gebied verkende op zoek naar de Noordwestelijke Doorvaart. Het kanaal kan opgedeeld worden in vier gedeeltes die elk ook een eigen naam hebben, van oost naar west zijn dit de Lancasterzeestraat, de Straat Barrow, de Viscount Melville Sound en de McClure Strait of M'Clure Strait.
De zeestraat loopt van oost naar west op 74° noorderbreedte. De eilanden ten noorden van het Parrykanaal zijn gegroepeerd op basis van de scheiding veroorzaakt door deze zeestraat als de Koningin Elizabetheilanden, ze werden vroeger Parry-eilanden genoemd.
Het Parrykanaal verbindt de Beaufortzee met de Baffinbaai. De oostelijke toegang aan de Baffinbaai is de enige vlot bereikbare toegang tot de Noordwestelijke Doorvaartroutes. Het westelijk gedeelte zou de logische uitgang zijn, ware het niet dat deze bijna permanent dichtgevroren is, waardoor hiervoor meer zuidelijke alternatieve routes gevolgd moeten worden. Via de Prince of Wales Strait kan men dan de Golf van Amundsen bereiken.
De waterweg ligt voor twee derde in het territorium Nunavut, het westelijk derde, de M'Clure Strait of McClure Strait, ligt in de Northwest Territories. 